# Ems (Eder)

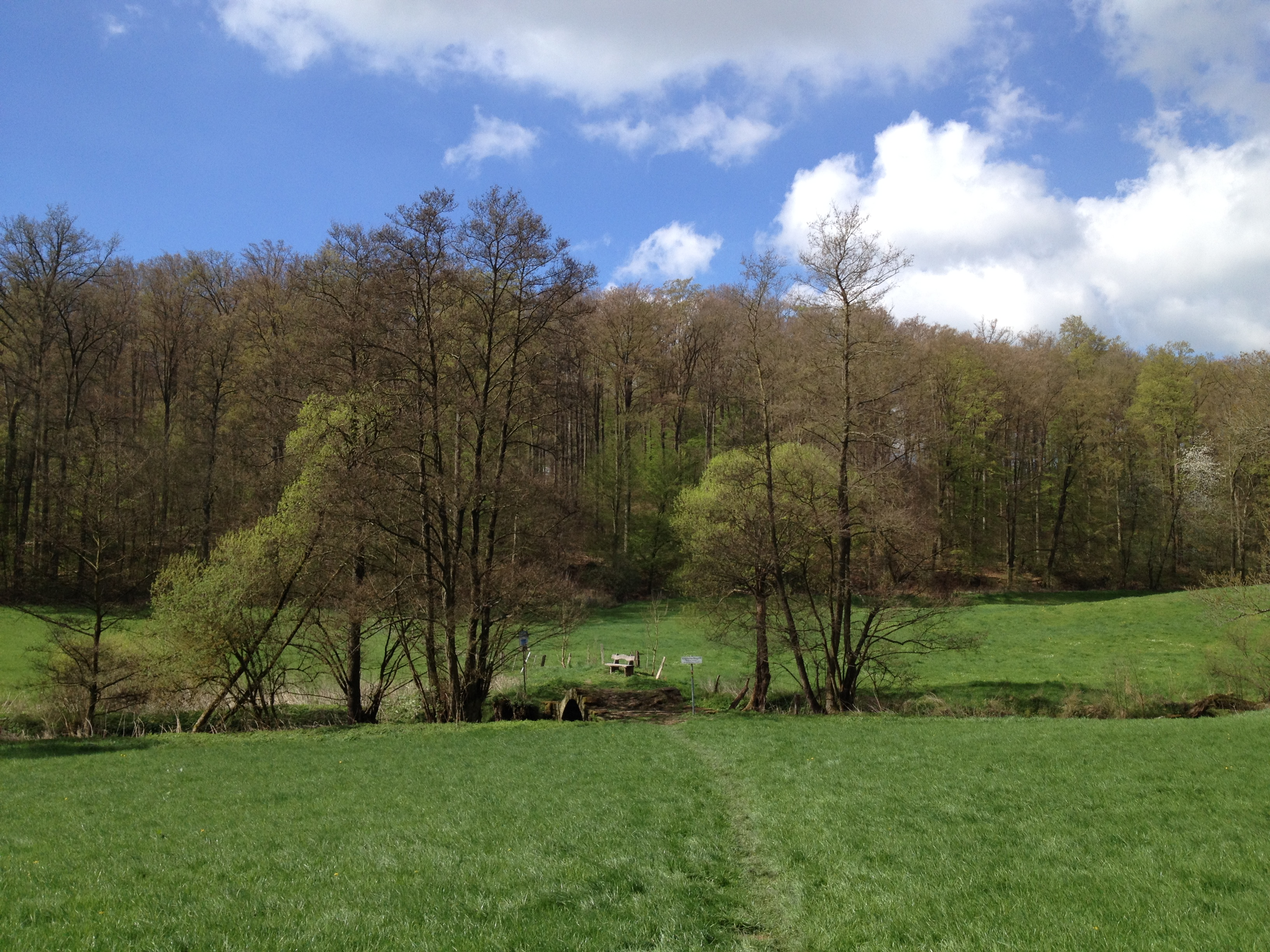
Die Kurfürstenbrücke befindet sich im Gemeindegebiet von Emstal …

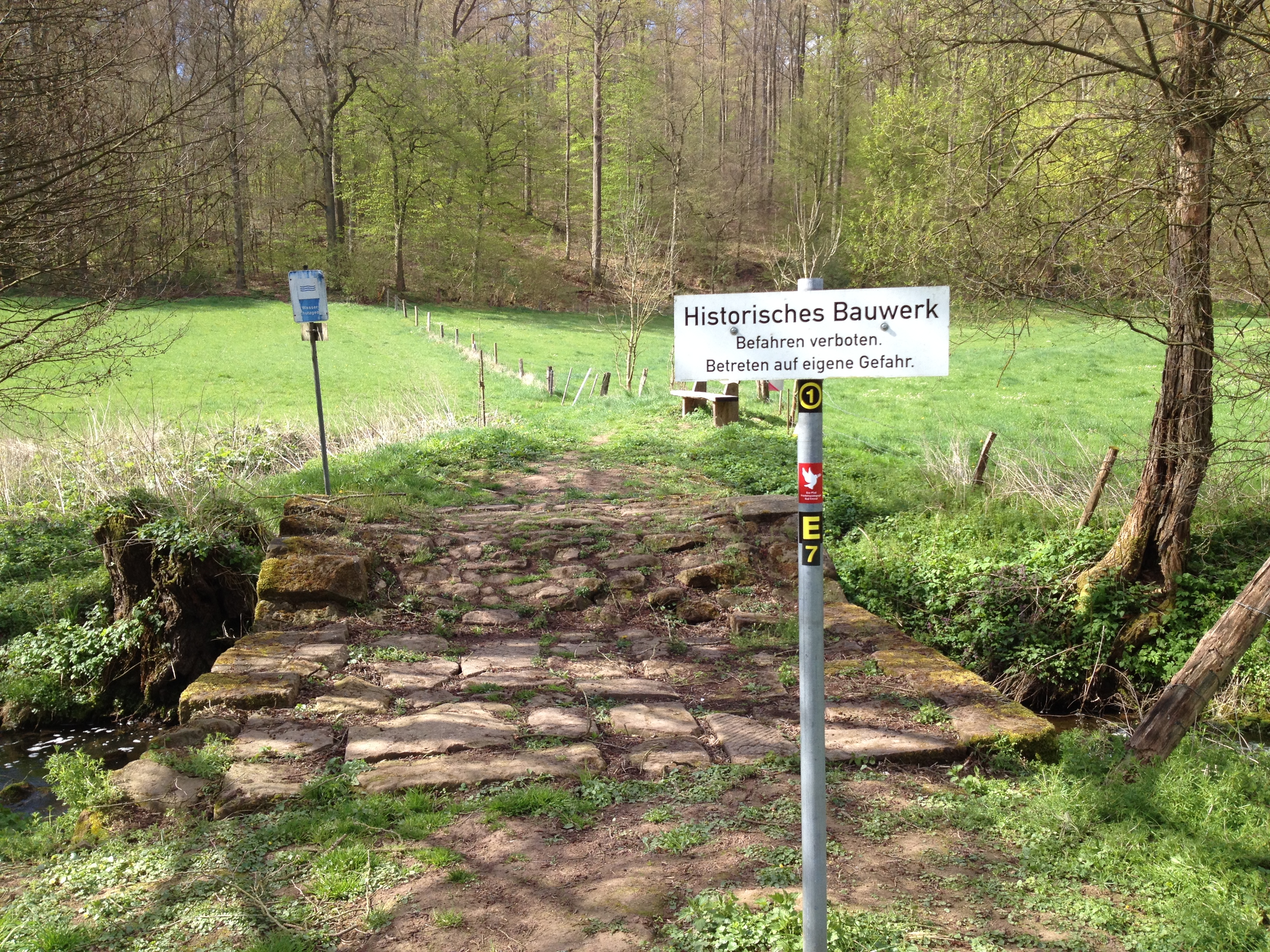
… zwischen Merxhausen und der Weißenthalsmühle, und …

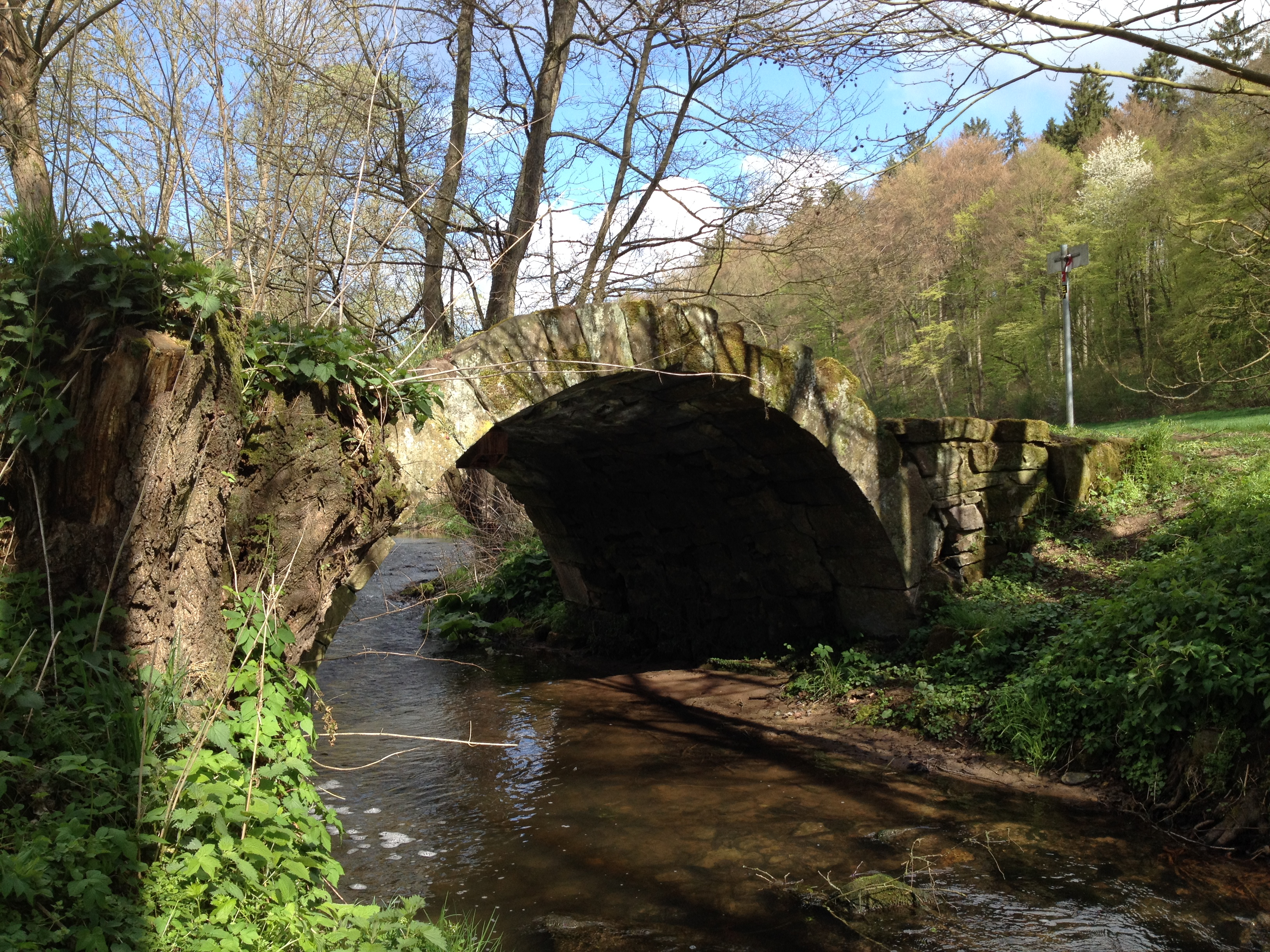
… in die Brücke eingehauen ist die Jahreszahl 1756

Die Ems ist ein 34 km langer, westlicher und linker Zufluss der Eder. Sie verläuft im Landkreis Kassel und im Schwalm-Eder-Kreis in Nordhessen.

## Name
Der Fluss wurde im Jahr 1401 zum ersten Mal schriftlich erwähnt (Eymese). Bei dem Namen handelt es sich um eine s-Ableitung der germanischen Wurzel *ami- (= 'natürlicher Wasserlauf').

## Geographie

### Verlauf
Die Ems entspringt im Naturpark Habichtswald. Einer ihrer ersten Zuflüsse ist der Bach Kotwelle, der am östlichen Ortsrand von Martinhagen, einem Ortsteil von Schauenburg, entspringt und etwa südostwärts zum Schauenburger Ortsteil Breitenbach fließt; von dessen Ursprung gemessen ist die Flusslänge der Ems 34 km. Ihre eigentliche Quelle liegt aber erst am östlichen Ortsrand von Breitenbach beim Emserhof auf rund 370 m ü. NHN; der diesen Hof passierende Bach ist laut Kilometrierung 1,7 km lang und kommt vom Saukopf (511,4 m). Vom Emserhof bis zu ihrer Mündung ist die Ems etwa 33,6 km lang.
Anfangs fließt die Ems durch Breitenbach, wo nach Passieren des Friedhofs die von Martinhagen kommende Kotwelle einmündet. Unterhalb von Breitenbach passiert der Fluss die ehemalige Ems-Mühle, um danach in leicht südwestlicher Richtung, parallel zur Bahnstrecke Kassel–Naumburg (auf welcher der Hessencourrier verkehrt), vorbei an alten Steinbrüchen zu fließen. Nach Zufließen des Bachs von Martinhagen, der vom mündungsnahen Molkenborn gespeist wird, verläuft die Ems durch das enge Durchbruchstal zwischen dem Remmenhausener Kopf (427,6 m) im Nordwesten und dem etwas südöstlich liegenden Falkenstein (461,9 m) mit der Burgruine Falkenstein im Südosten. Dann passiert sie die Wüstung Reimboldshausen sowie die unweit südöstlich davon auf der dem Berg Altenburg (450,7 m) befindliche Altenburg.
Danach erreicht sie Bad Emstal, wo ihr im Ortsteil Sand der von Nordwesten kommende Fischbach zufließt. Dessen Mündung östlich gegenüber erhebt sich entlang dem Fluss der Emser Berg (207,2 m). Nach dem Durchfließen des Bad Emstaler Ortsteils Merxhausen wird er von der möglicherweise 1756 erbauten Kurfürstenbrücke überspannt. Weiter flussabwärts münden der aus Richtung Elbenberg, einem Stadtteil von Naumburg, von Westen kommende Stellbach und dann die von Wichdorf, einem Stadtteil von Niedenstein, im Osten kommende Wiehoff ein. Danach passiert die Ems die im Waldgebiet Buchlücke stehende ehemalige Weißenthalsmühle, heute Ausflugslokal mit Campingplatz.
Anschließend erreicht die Ems den Niedensteiner Stadtteil Kirchberg, wo sie den Naturpark Habichtswald verlässt und zuerst der aus Richtung des Niedensteiner Stadtteils Metze von Osten kommende Bach Matzoff und dann der von der Ostflanke des Hinterbergs (420,4 m) zwischen dem Bad Emstaler Ortsteil Riede und dem Fritzlarer Stadtteil Lohne von Westen kommende Sombach einmünden. Beim Verlassen von Kirchberg passiert sie den Wartberg (306 m), den Hauptfundort der jungsteinzeitlichen Wartberg-Kultur. Unweit südlich des Bergs mündet der von Lohne im Westen heranfließende und durch den Bruchbach gespeiste Rommesborn ein, und unmittelbar danach unterquert die Ems zwischen Lohne und dem Gudensberger Stadtteil Gleichen die Landesstraße 3218. Etwa 400 m weiter südlich mündet von Osten der aus Gleichen kommende Rosenbach in die Ems. Von diesem zweigt kurz vor seiner Mündung ein Mühlengraben nach Süden ab, der die Ems auf ihrer östlichen Seite westlich am Leichenkopf (265 m) vorbei begleitet und nach etwa 500 m an dessen westlichem Fuß die nur etwa 50 m östlich der Ems liegende Gleichener Mühle speist.
Während die Ems nun weiterhin in allgemein südlicher Richtung zum Gudensberger Stadtteil Dorla mäandriert, nimmt der Mühlengraben am Südrand des Leichenkopfs noch einmal Wasser von der an dieser Stelle unmittelbar benachbarten Ems auf und schwingt dann um den Südrand des Leichenkopfs (bei der heute wüsten Märzmühle) nach Osten. Er biegt dann nach weiteren 350 m wieder nach Süden, um unmittelbar nördlich von Dorla bei der heute ebenfalls wüsten Alten Mühle in den aus Richtung Osten von der Weißenbornquelle kommenden Bach In der Hohle einzufließen. Letzterer mündet unmittelbar nach Passieren der Bickmühle am nordwestlichen Ortsrand von Dorla in die Ems.
Die Ems verläuft danach auf einer Länge von etwa 750 m nach Südwesten, wobei sie die südöstlich des etwas flussabseits liegenden Fritzlarer Stadtteils Wehren stehendeWehrenmühle und die dortige Einmündung des Klingelborns passiert. Dann macht sie einen Linksknick um den Mühlenberg (207,2 m) und fließt weiter nach Osten. Dabei unterquert sie die Bundesautobahn 49 und fließt danach am nördlichen Ortsrand des Fritzlarer Stadtteils Werkel vorbei, wonach sie, nach linksseitigem Einmünden des Dorler Bachs, an der Hille-Mühle und der Neuen Mühle vorbeifließt. Anschließend passiert die Ems den Gudensberger Stadtteil Obervorschütz und den Felsberger Stadtteil Niedervorschütz und nimmt das Wasser des vom Gudensberger Stadtteil Maden im Nordwesten kommenden Goldbachs auf.
Schließlich durchfließt die Ems den Felsberger Stadtteil Böddiger und passiert mit dem Böddiger Berg die nördlichste Weinlage Hessens. Wenige Kilometer weiter mündet die Ems nach Kreuzen des Ederauenwegs von Westen kommend auf rund 150 m Höhe in den von Süden heranfließenden Fulda-Zufluss Eder.

### Naturräumliche Zuordnung
Die Ems entspringt in der naturräumlichen Haupteinheitengruppe Westhessisches Berg- und Senkenland (Nr. 34), in der Haupteinheit Habichtswälder Bergland (342) und in der Untereinheit Habichtswälder Senke (342.1) im Naturraum Breitenbacher Mulde (342.10). Dann fließt sie durch den Südteil der Untereinheit Hinterhabichtswälder Kuppen (342.2) und durch den zur Untereinheit Naumburger Senken und Rücken (341.4) gehörenden Naturraum Sander Kammer (341.43). Dann verläuft die Ems in der Untereinheit Hessengau (343.2) durch den Naturraum Fritzlarer Börde (343.23). Ihre Mündung liegt in der Fritzlarer Ederflur (343.211), einem Teil des Naturraums Waberner Ebene (343.21).

### Wasserscheide
Das Quellgebiet der Ems liegt nahe der Wasserscheide zwischen Diemel und Eder, einem Teil der Diemel-Eder/Fulda/Weser-Wasserscheide. Das Wasser der Ems, die in überwiegend südöstlicher Richtung fließt, verläuft durch die Eder und Fulda in die Weser, während das der Warme, die auf der anderen Seite der Hochfläche um Martinhagen entspringt, in meist nördlichen Richtungen durch die Diemel in die Weser fließt.

### Einzugsgebiet, Zuflüsse und Mühlkanäle
Das Einzugsgebiet der Ems ist 146,214 km² groß. Zu ihren Zuflüssen und abzweigenden Mühlkanälen gehören (flussabwärts betrachtet):
| Name                                                                                             | Seite  | Länge (km) | Quell-          | Mündungs-       | Mündungsort (Lage)                | Stat. (km) | EZG (km²) | GKZ         |
| Name                                                                                             | Seite  | Länge (km) | höhe (m ü. NHN) | höhe (m ü. NHN) | Mündungsort (Lage)                | Stat. (km) | EZG (km²) | GKZ         |
| ------------------------------------------------------------------------------------------------ | ------ | ---------- | --------------- | --------------- | --------------------------------- | ---------- | --------- | ----------- |
| Kotwelle (Kothwellenbach)                                                                        | rechts | 1,5        | 365             | 343             | Breitenbach (i)                   | 32,55      |           | 42892       |
| Bach von Martinhagen (Molkenborn)                                                                | rechts | 2,9        | 392             | 305             | Breitenbach (u)                   | 30,25      | 03,14     | 42892-12    |
| Fischbach (Erzebach)                                                                             | rechts | 3,8        | 344             | 252             | Sand (i)                          | 24,75      | 06,35     | 42892-14    |
| Salzbach (vom Luthersborn)                                                                       | rechts | 2,2        | 360             | 249             | Offenhausen (b)                   | 24,50      |           | 42892-152   |
| Stellbach                                                                                        | rechts | 4,3        | 325             | 216             | Merxhausen (u)                    | 21,35      | 05,32     | 42892-16    |
| Wiehoff                                                                                          | links  | 8,7        | 398             | 209             | Weißenthalsmühle (o)              | 20,80      | 15,27     | 42892-2     |
| Matzoff                                                                                          | links  | 7,0        | 362             | 188             | Kirchberg (i)                     | 17,30      | 14,03     | 42892-4     |
| Sombach                                                                                          | rechts | 3,6        | 290             | 187             | Kirchberg (i)                     | 17,25      |           | 42892-52    |
| Rommesborn                                                                                       | rechts | 2,2        | 223             | 184             | Kirchberg (u)                     | 15,85      | 04,37     | 42892-6     |
| Rosenbach                                                                                        | links  | 0,8        | 192             | 183             | Gleichener Mühle (o) (Gleichen)   | 15,35      |           | 42892-72    |
| Bach im Wehrengrund                                                                              | rechts | 2,7        | 230             | 182             | Gleichener Mühle (g) (Gleichen)   | 15,10      |           | 42892-74    |
| In der Hohle (von der Weißenbornquelle)                                                          | links  | 1,1        | 189             | 179             | Bickmühle (b), (Dorla)            | 13,00      |           | 42892-78    |
| Klingelborn (Bach von Haddamar)                                                                  | rechts | 3,0        | 212             | 174             | Mühle Wehren (u), (Wehren)        | 11,95      |           | 42892-914   |
| Dorler Bach 1                                                                                    | links  | 1,0        | 175             | 170             | Werkel (u)                        | 09,60      | 03,60     | 42892-292   |
| Bach von Werkel                                                                                  | rechts | 1,5        | 172             | 167             | Neue Mühle (g) (Obervorschütz)    | 08,35      |           | 42892-9342  |
| Dorler Bach 2                                                                                    | links  | 0,6        | 196             | 166             | Obervorschütz (o)                 | 07,75      |           | 42892-936   |
| Die Emst (Seitenkanal)                                                                           | rechts | 0,3        | 165             | 164             | Obervorschütz (i)                 | 07,35      |           | 42892-9512  |
| Bonnerbach                                                                                       | rechts | 0,9        | 184             | 164             | Obervorschütz (u)                 | 6,7        |           | 42892-9518  |
| Holzbach                                                                                         | rechts | 0,8        | 181             | 162             | Niedervorschütz (b)               | 04,85      |           | 42892-95924 |
| Seitenkanal 1 bei Niedervorschütz                                                                | rechts | 1,7        | 163             | 162             | Niedervorschütz (b)               | 04,85      |           | 42892-95922 |
| Seitenkanal 2 bei Niedervorschütz                                                                | rechts | 0,2        | 162             | 161             | Niedervorschütz (u)               | 04,70      |           | 42892-9592  |
| Goldbach                                                                                         | links  | 6,9        | 232             | 162             | Niedervorschütz (g)               | 04,65      | 15,19     | 42892-96    |
| Mühlgraben (Seitenkanal)                                                                         | links  | 0,2        | 161             | 159             | Forstmühle (b), (Niedervorschütz) | 04,15      |           | 4289-9912   |
| Mühlgraben (Abzweig zur Eder)                                                                    | links  | 1,7        | 153             | 150             | Böddiger Berg (b)                 | 0,00       |           | 4289-32     |
| Abkürzungen (Lage): b = beim, g = gegenüber, o = oberhalb, i = im, u = unterhalb vom Mündungsort |        |            |                 |                 |                                   |            |           |             |

### Ortschaften
Ortschaften an der Ems sind (flussabwärts betrachtet):
| - Breitenbach (Gemeindeteil von Schauenburg) - Sand (Gemeindeteil von Bad Emstal) - Merxhausen (Gemeindeteil von Bad Emstal) - Kirchberg (Stadtteil von Niedenstein) - Dorla (Stadtteil von Gudensberg) | - Werkel (Stadtteil von Fritzlar) - Obervorschütz (Stadtteil von Gudensberg) - Niedervorschütz (Stadtteil von Felsberg) - Böddiger (Stadtteil von Felsberg) |

## Schutzgebiete
An den Oberlauf der Ems stößt zwischen Breitenbach und Sand ein Teil des Fauna-Flora-Habitat-Gebiets Gudensberger Basaltkuppen und Wald am Falkenstein (FFH-Nr. 4721-304; 3,2743 km² groß). Etwas unterhalb davon verläuft der Fluss durch das langgestreckte und schmale FFH-Gebiet Ems zwischen Merxhausen und Werkel (FFH-Nr. 4821-307; 30,64 ha). Anschließend tangiert er zwischen Dorla und Werkel das Landschaftsschutzgebiet (LSG) Rohrerlen bei Werkel (CDDA-Nr. 378669; 1990 ausgewiesen; 21,67 ha); unmittelbar nördlich dieses LSG liegt das flussnahe Naturschutzgebiet (NSG) Rohrerlen bei Werkel (CDDA-Nr. 165208; 1997; 4,58 ha).
Der unterhalb von Böddiger befindliche mündungsnahe Unterlauf liegt im FFH-Gebiet Untere Eder (FFH-Nr. 4822-304; 16,659 km²), im Landschaftsschutzgebiet Auenverbund Eder (FFH-Nr. 378400; 1993; 45,0585 km²) und im Vogelschutzgebiet Ederaue (VSG-Nr. 4822-402; 30,9557 km²). Die Flussmündung befindet sich an der Nordgrenze des NSG Reiherteich bei Böddiger (CDDA-Nr. 82389; 1975; 16,49 ha).

## Geschichte
1688 wurde der Fischreichtum der Ems von Matthäus Merian d. Ä. in der „Topographia Germaniae“ beschrieben: „Dieses Ampt wird mitten durch den starcken Fluss Embs welches ein sehr stattliches Fischwasser gerheilet und erstreckt sich an den Habichtswalde.“